# Vo Wa jezik
Vo Wa jezik (awa, k’awa, kawa, va, vo, wa vlastiti, wa pwi, wakut; ISO 639-3: wbm), austroazijski jezik uže mon-khmerske skupine palaunških jezika, kojim govori 40 000 ljudi (2000) na jugozapadu kineske provincije Yunann. 
Zajedno s jezikom parauk wa pripada pravoj skupini wa jezika. U upottrebi su i mandarinski kineski [cmn], lü [khb] ili lahu [lhu].

## Vanjske poveznice
- Ethnologue (14th)
- Ethnologue (15th)